# Acacia crispula
Acacia crispula är en ärtväxtart som beskrevs av George Bentham. Acacia crispula ingår i släktet akacior, och familjen ärtväxter. Inga underarter finns listade i Catalogue of Life.